# 南アジア地域協力連合
南アジア地域協力連合（みなみアジアちいききょうりょくれんごう、英：South Asia Association for Regional Cooperation、略称：SAARC）は、南アジアの福祉増進と生活水準向上を図り経済的成長社会進歩、文化発展を進めるため1985年に創設された地域協力組織。7ヵ国で発足した。その後アフガニスタンが加盟した。本部はネパールのカトマンズにある。
1977年にバングラデシュのジアウルラフマン大統領が南アジアの地域協力を提唱し、1981年から南アジア地域協力(SARC) として準備段階に入り、1985年12月8日にバングラデシュのダッカで開かれた第1回首脳会議にSAARC憲章採択によって誕生した。

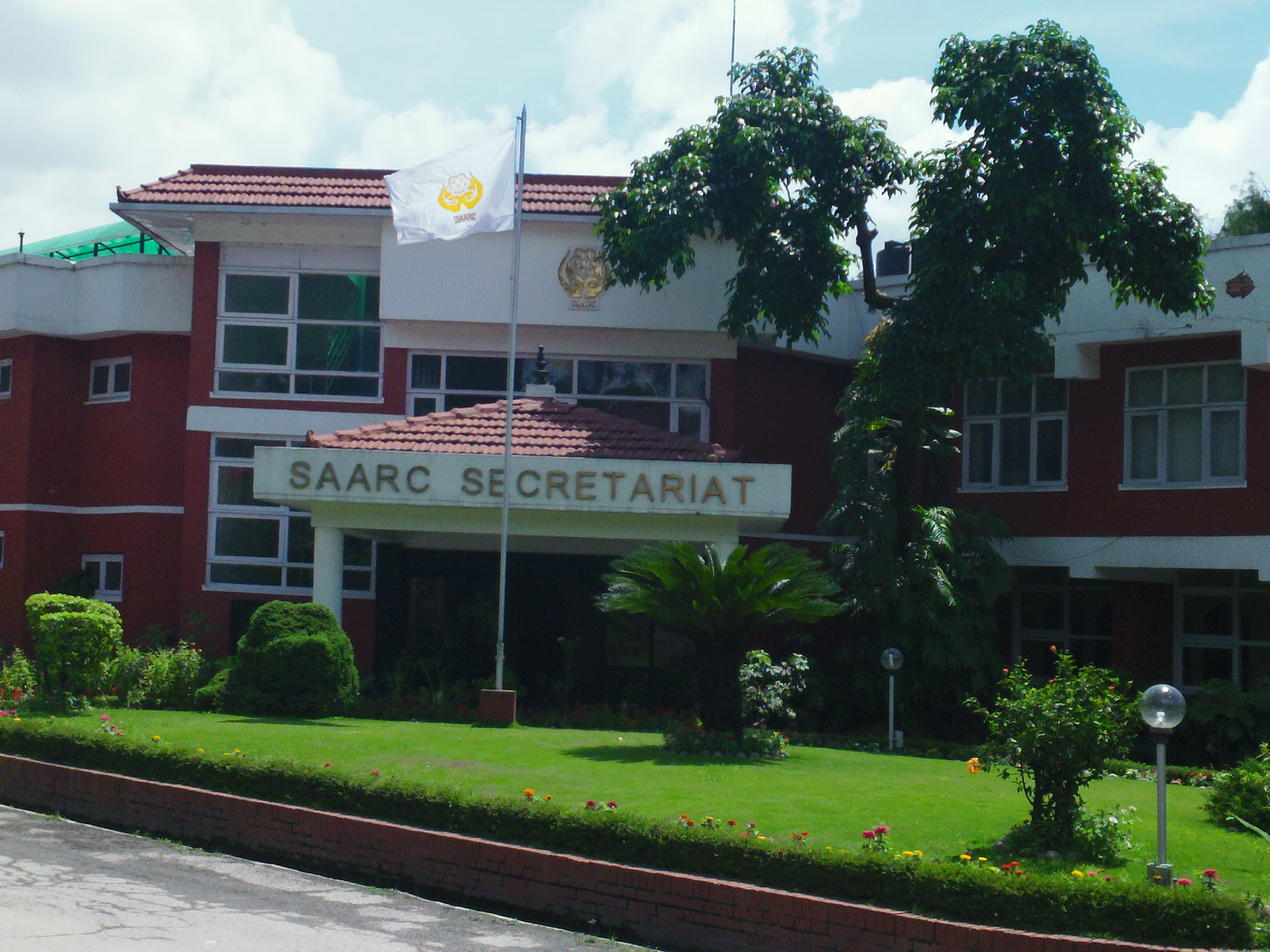
カトマンズのSAARC本部ビル

## SAARC 憲章
- 第一条（目的）　南アジア諸国の国民の福祉増進と生活の質的向上を図る。経済成長、社会的進歩、文化の発展を促進してすべての人に尊厳ある生活を送る機会を提供する。南アジア諸国の集団的自立を促進する。相互の信頼と問題の理解に貢献する。社会、経済、文化、科学技術の分野における協力と相互支援を促進する。他の開発途上諸国、地域協力機関、国際機関と協力する。
- 第二条（原則）　SAARC の協力は、主権の平等、領土保全、政治的独立、内政不干渉、互恵の原則を尊重する。二国間および多国間の協力に代替するのではなく、補完するものであり、二国間・多国間の義務に矛盾してはならない。
- 第三条（首脳会議）　加盟国の首脳会議は年一回開催するものとし、必要と認められれば複数回開催する。
- 第四条（閣僚会議）　加盟国の外相からなる閣僚会議を設置し、年二回開催するものとし、加盟国の合意に基づき特別会議が開催される。
- 第五条（常置委員会）　外務次官からなる常置委員会を設置し、必要に応じて開催する。常置委員会は閣僚会議に定期的に報告書を提出し、政策事案について決定を仰ぐ。
- 第六条（専門委員会）　協力分野ごとに加盟国の代表からなる専門委員会を設置し、計画実施、調整、モニタリングを行う。常置委員会に定期的に報告書を提出する。
- 第七条（行動委員会）　常置委員会は加盟二カ国以上七カ国未満の実施するプロジェクトに関して行動委員会を設置することができる。
- 第八条（事務局）　SAARC に事務局を置く。
- 第九条（財源）　加盟各国の拠出金は任意とする。活動資金に不足が生じた場合、常置委員会の承認を得ることを条件として外部資金を導入する。
- 第十条（一般規定）　あらゆるレベルの会議における決定は満場一致に基づく。二国間問題および紛争問題は審議事項としない。[1]

## 首脳会議
- 1985年12月8日、第1回首脳会議がバングラデシュの首都ダッカで開かれ、ダッカ宣言・SAARC憲章が採択された。
  - アフガニスタン加盟問題は、1987年と1988年に検討されたが、パキスタンの反対で実現しなかった。
- 1988年、第4回首脳会議がパキスタンのイスラマバードで開催された。

- 1990年、第5回首脳会議は、モルディブのマーレで開催された。
  - 1989年、スリランカのコロンボで予定されていたが、開催不能となった。反政府武装組織「タミル・イーラム（国家）解放の虎」鎮圧のために派遣されていたインド軍の撤退問題をめぐるインド、スリランカ両政府の対立が絡んでいた。
- 1993年4月、第7回首脳会議が開催された。
  - 1992年のダーカ（バングラデシュ）会議は予定されたが、同年12月のインドにおけるヒンドゥー国家主義勢力によるバーブリー・マスジット破壊事件の影響でN.ラーオ・インド首相が参加不能となり、本年に開催された。
- 1995年5月、第8回首脳会議は、インドのデリーで開催された。
  - 1994年のデリー会議も一年遅れで本年に開催された。
- 1997年、第9回首脳会議がモルディブで開かれ、域内貿易を自由化する「南アジア自由貿易圏（South Asia Free Trade Area：SAFTA）」の構想に合意した。
  - 1996年マーレ会議も一年遅れ、本年に開催された。
- 2002年1月、第11回首脳会議が、3年遅れてネパールの首都カトマンズで開かれた。
  - 3年遅れたのは、インド・パキスタン両国による1998年5月の地下核実験と1999年5-7月のカルギル紛争に、同年10月のパキスタンの軍事クーデターの発生が加わって、ヴァジペーイ・インド首相が参加を取りやめたためである。
- 2004年1月4-6日、第12回首脳会議がパキスタンのイスラマバードで開催された。
  - インド・パキスタン両国間の緊張の悪化でヴァジペーイ首相が不参加を決めたために延期された。対立を深めるばかりであったインドとパキスタンの両首脳が会談した。A.B.ヴァジペーイー・インド首相とP.ムシャッラフ・パキスタン大統領との会談後、両国関係の正常化に向けた共同声明が発表された。また、首脳会議が採択したイスラマバード宣言を発表した。
- 2005年11月の第13回首脳会議で、アフガニスタンの加盟、日本・韓国・中・米国・欧州連合(EU)のオブザーバー資格が認められる。
  - SAARCは各国の政変や事件などで度々首脳会議の開催がずれ込み、足踏みを重ねた。
  - 2006年1月、SAARC加盟国による南アジア自由貿易圏（South Asia Free Trade Area：SAFTA）が発足した。2015年末までに関税を0～5％まで引き下げる自由化計画が始まっている。しかし、域内の貿易額は、地域全体の5％に過ぎない。域内人口は、14億人を超え世界最大である。
- 2007年3月3日、首脳会議は、アフガニスタンの正式加盟を承認する「宣言」に署名した。

（この節は、浜口恒夫　補論1「南アジア地域協力連合（SAARC）」　内藤雅雄・中村平治編『南アジアの歴史　－複合的社会の歴史と文化－』有斐閣　2006年　293-295頁を参照した。）

## 加盟国
- インド
- パキスタン
- バングラデシュ
- スリランカ
- ネパール
- ブータン
- モルディブ
- アフガニスタン（2007年正式加盟）

## オブザーバー
次の国について、原則としてオブザーバー参加が承認されている。
- 中国
- 日本
- アメリカ合衆国
- 欧州連合
- イラン
- モーリシャス (2007年12月承認)
- オーストラリア (2008年6月承認)
- ミャンマー (2008年6月承認)

## 事務局
常設の事務局は、1987年以来ネパールの首都カトマンズに置かれている。

## 専門分野別の地域センター
- 農業情報センター（ダッカ）
- 結核センター（カトマンズ）
- ドキュメンテーション・センター（ニューデリー）
- 気象調査センター（ダッカ）
- 人的資源開発センター（イスラマバート）

さらに、文化センター（スリランカ）、情報センター（ネパール）、海岸地帯管理センター（モルディブ）、森林センター（ブータン）、災害管理防備センター（インド）の設置も決定済み、あるいは検討中である。

## 専門委員会
統合行動計画の地域専門委員会は、2004年1月現在、農業・農村開発委員会、保健・人口委員会、人的資源開発委員会、運輸委員会の7委員会がある。
これらの地域センターや総合行動計画専門委員会の活動は、調査研究・情報収集・交換、検収・研修・セミナーの開催などの分野に限られている。

## 活動
欧州連合における欧州文化首都を参考に、2015年に南アジア地域協力連合文化首都を制定し、アフガニスタンのバーミヤーンを選出した。